# Hervé Porquet
 (avril 2017).
Si vous disposez d'ouvrages ou d'articles de référence ou si vous connaissez des sites web de qualité traitant du thème abordé ici, merci de compléter l'article en donnant les références utiles à sa vérifiabilité et en les liant à la section « Notes et références ».
Hervé Porquet (né le 22 mars 1957 à Nemours en Seine-et-Marne) est un footballeur français qui évoluait au poste d'attaquant.

## Biographie
Hervé Porquet commence à taper dans le ballon à Montereau (Seine et Marne) à l'âge de 10 ans classe pupille(déjà n° 9). Il passe ensuite par Brunoy où il reste deux années en section minime avant de revenir sur Montereau (déplacement professionnel du papa oblige...) Il se fait connaître et apprécié par ses nombreux passages dans les différentes sélections départementales et régionales, minimes et cadets. Il fallait faire un choix car à l'époque il pratique le judo en parallèle du foot et ses qualités de combattant lui apporte une ceinture marron. En 1971, il signe une licence au CS Meaux alors en promotion d'honneur et intègre la sélection des Cadets de Paris pour deux années, puis la sélection des juniors et seniors de Paris par la suite. A l'âge de 15 ans, Monaco lui propose d'intégrer son centre de formation, mais Hervé décide de continuer ses études pour rentrer à l'ENSAAMA (École Nationale Supérieure des Arts Appliqués et Métiers d'Arts) à Paris. Il participera au stage de l'équipe de France junior à Soulac avec l'autre Parisien Thierry Tusseau. Le fait de jouer dans les rangs amateurs sera un obstacle à cette sélection. Il faut être disponible aux convocations de la Fédération à 100 % tel un stagiaire issu du centre de formation professionnel. Durant ses études il fut obligé, avec regret, de décliner par deux fois une convocation pour la sélection nationale. 
Son passage à Meaux le lance dans le grand bain à l'âge de 17 ou 18 ans et il intègre par son sur-classement le groupe senior en équipe Première. Ses qualités physiques lui permettent de gagner une place de titulaire indiscutable au poste d'avant-centre de l'équipe. C'est un battant qui allait au combat sans appréhension. Il devient rapidement l'un des meilleurs buteurs et attaquants de la ligue de Paris  selon les spécialistes. Les exploits du club en Coupe de France (Paris FC, Sochaux en 32e et Sète en 16e de finale) lui apportent une solide notoriété sur le plan national avec 15 buts marqués dans cette compétition. Il quittera le CS Meaux à 19 ans alors en division honneur avec à son actif plus de 100 buts au compteur.  
Là, viendront les premiers contacts avec différents clubs pros, Reims, Monaco, Lyon , Rennes, Sochaux et surtout PSG, ... En 1977, son diplôme en poche après quatre années d'études, il est recruté par le PSG à 19 ans comme stagiaire pro et intègre le centre de formation du Camp des Loges. Il devient rapidement un élément incontournable dans l'équipe réserve de 3e division et en devient le capitaine. Il encadre les jeunes pousses du centre de formation tels les Lemoult, Fernandez entre autres. A la demande de Jean-Michel Larqué et Pierre Alonzo alors responsable du centre de formation, il va gérer pendant un mois l'entraînement de l'équipe de 3e division. À l'époque, JM Larqué n'est plus entraîneur du club, seulement joueur, et c'est P. Alonzo qui assurera l'intérim. Il intègre régulièrement l'équipe de D1, appelé par Jean-Michel Larqué et Pierre Alonzo. Il dispute 11 matchs officiels en Ligue 1 avec le PSG, marquant deux buts. Il accompagnera régulièrement l'équipe Pro comme 12e et 13e homme. Il sera 4 fois titulaire au poste d'attaquant contre Nantes, Nîmes au Parc des Princes, Laval et Lyon. Ses meilleurs souvenirs : son but contre Bordeaux donnant la victoire au PSG 2 à 1, et son but au Parc des princes devant Nîmes pour un résultat de 5 à 0. Il aura foulé la pelouse de Geoffroy Guichard contre Saint-Étienne. Il raconte que 4 années plus tôt, à 15 ans, il regardait à la télévision avec ferveur les exploits de Saint Etienne en coupe d'Europe. Il était bien loin d’imaginer qu'à son  tour il allait fouler la pelouse du "Chaudron" pour se retrouver face à face avec les mêmes stars qui ont fait rêver  les Français tels: Curkovic, Farison, Répellini, Lopez, Santini, Rousset, Synaeghel, les frères Revelli, Zimako …   Son dernier match officiel en D1 sera contre Monaco au Parc des Princes. Il termine meilleur buteur du groupe Nord de 3e division avec 50 buts en deux saisons. 
En 1979, il  intègre le Bataillon d'Antibes (service militaire) à Fontainebleau. Il est sur le point d'être transféré à Valenciennes en D1 mais les négociations n'aboutissent pas. Il décide alors de quitter le plus haut niveau à seulement 21 ans pour retourner dans les rangs amateurs. Il sera contacté par les dirigeants de Fontainebleau et signe une licence promotionnelle en 3e division nationale. Il joue également huit matchs en Ligue 2 (1980 1981) avec Fontainebleau, malgré une préparation perturbée à cause d'une fracture du scaphoïde qui le laisse hors course pendant 3 mois environ. Il mit fin à sa carrière de footballeur de haut niveau en 1982.  à l'âge de seulement 26 ans avec environ 500 buts marqués dans les compétitions officielles. Sa motivation sportive n'étant plus une priorité il décida de donner un autre sens à sa carrière pour penser à sa reconversion.     
Il signe sa dernière licence au Mée sur Seine alors en première division de district afin d'apporter toute son expérience sportive et permettre au club de décoller dans la hiérarchie Parisienne. Il raccroche les crampons définitivement en 2014 dans la catégorie des plus de 45 ans. Ses copains lui offrent sur un plateau son jubilé face au Variétés Club de France le 28 septembre de la même année. Il lui arrive quelques fois de rechausser les crampons pour une petite séance de détente avec les copains le mercredi soir. Il doit beaucoup à sa carrière sportive qui lui a fait connaître le haut niveau de la compétition et surtout approcher et jouer avec les stars du PSG de l'époque tels : Bianchi, Dalheb, Bathenay, Baratelli, Larqué, MPelé, Adams, Daniel Bernard, Lokoli, Pilorget, Brisson, Redon, Heredia sans oublier les Présidents Hetchter et Borelli .... . Cette notoriété lui a donné l'opportunité à 26 ans d'une remise en question totale et de se stabiliser dans sa nouvelle vie professionnelle. Il restera 30 années dans le Groupe Allemand Continental comme cadre responsable grand compte  et traversera régulièrement l'Europe pour ses affaires. Il dit ne rien regretter de ses choix qui lui ont façonné sa carrière sportive et surtout professionnelle. Sa principale fierté fut de réussir parfaitement sa reconversion, ce qui n'était pas gagné d'avance.    